# Valutazione di impatto ambientale
La valutazione di impatto ambientale (VIA) è un atto amministrativo previsto dalla legge in determinati casi, che deve essere adottata dalla pubblica amministrazione nei casi previsti dalla normativa e finalizzato ad individuare, descrivere e valutare gli impatti ambientali di un'opera, il cui progetto è sottoposto ad approvazione o autorizzazione. In Italia è normata dal D.Lgs. 152/2006.

## Storia
Il concetto alla base della valutazione di impatto ambientale nacque alla fine degli anni sessanta del XX secolo negli Stati Uniti d'America, dalle intuizioni di un gruppo di studiosi guidati da John Hewitt, con il nome di "Environmental Impact Assessment" (EIA - in alcuni casi al posto di Assessment si può trovare Analysis o Statement). L'EIA introdusse le prime forme di controllo sulle attività interagenti con l'ambiente (sia in modo diretto che indiretto), attraverso strumenti e procedure al fine di prevedere e valutare le conseguenze di determinati interventi. Il tutto per evitare, ridurre e mitigare gli impatti sul territorio.
Un passo avanti venne fatto nel 1969 sempre negli Stati Uniti con l'approvazione del National Environmental Policy Act (NEPA) da parte del governo statunitense. Questo atto dispose l'introduzione della valutazione di impatto ambientale, il rafforzamento dell'Environmental Protection Agency (con un ruolo amministrativo di controllo) e l'istituzione del Council on Environmental Quality (con un ruolo consultivo per la presidenza).
Nel 1978 venne approvato il Regulations for implementing the Procedural Previsions of N.E.P.A., un regolamento attuativo del NEPA che dispose l'obbligo della procedura di valutazione di impatto ambientale per tutti i progetti pubblici o comunque che accedano a finanziamento pubblico. Lo studio di impatto ambientale fu predisposto direttamente dall'autorità competente al rilascio dell'autorizzazione finale e fu prevista l'emanazione di due atti distinti: uno relativo alla valutazione di impatto ambientale e uno relativo all'autorizzazione finale per la realizzazione dell'opera.
Nel 1973, il Canada emanò l'Environmental Assessment Review Process, una norma specifica riguardante le valutazioni di impatto ambientale, sulla falsariga dei provvedimenti statunitensi. Nel 1977 vennero apportate delle modifiche all'impianto legislativo, ma nella sostanza il quadro legislativo rimase pressoché invariato: la valutazione di impatto ambientale si applicava a progetti pubblici o a progetti accedenti a finanziamento pubblico.
Nel 1976 in Francia venne emanata la legge n. 76-629 (del 10 luglio 1976) "relative à la protection de la nature". Tale legge ha la caratteristica di introdurre tre diversi livelli di valutazione: etudes d'environnement, notices d'impact e etudes d'impact. Si posero quindi le basi per l'introduzione della valutazione di impatto ambientale anche in ambito europeo. E infatti nel 1985, la Comunità Europea emanò la Direttiva 337/85/CEE "Concernente la valutazione dell'impatto ambientale di determinati progetti pubblici e privati". I Paesi Bassi, nel 1986, furono la prima nazione ad applicare la nuova Direttiva europea, approvando una norma ampliata con particolare riguardo alla valutazioni da effettuare su più livelli. L'elemento centrale della norma olandese era costituito dal raffronto delle alternative e valutazione dei relativi impatti, al fine di determinare la migliore soluzione da realizzare in termini ambientali.

## Descrizione
La procedura di valutazione di impatto ambientale è normata come strumento di supporto decisionale tecnico-amministrativo. Nella procedura di valutazione di impatto ambientale, la valutazione sulla compatibilità ambientale di un determinato progetto è svolta dalla pubblica amministrazione, che si basa sia sulle informazioni fornite dal proponente del progetto, sia sulla consulenza data da altre strutture della pubblica amministrazione, sia sulla partecipazione della cittadinanza e dei gruppi della società civile.
In questo contesto con "impatto ambientale" si intende un effetto rilevante causato da un evento, un'azione o un comportamento sullo stato di qualità delle componenti ambientali, dove l'ambiente è inteso sia come ambiente antropizzato, sia come ambiente naturale. Secondo la normativa comunitaria i progetti che possono avere un effetto rilevante sull'ambiente devono essere sottoposti a valutazione di impatto ambientale. La valutazione di impatto ambientale assume pertanto il compito di stimare quali sono gli impatti dello stato ambientale - cioè gli effetti delle sue modifiche, positivi o negativi - che possono essere causati dalle azioni e dalle pressioni antropiche e in particolare dall'attuazione di un determinato progetto. Un obiettivo importante delle procedure di valutazione di impatto ambientale è quello di favorire la partecipazione di tutti i soggetti interessati (tra cui anche, ma non solo, i residenti nella zona soggetta agli effetti positivi o negativi) nei processi decisionali sull'approvazione dei progetti.

### Fasi del procedimento
La procedura di valutazione di impatto ambientale è un insieme di: 
- dati tecnico-scientifici su stato, struttura e funzionamento dell'ambiente
- dati su caratteristiche economiche e tecnologiche dei progetti
- previsioni sul comportamento dell'ambiente e interazioni tra progetto e componenti ambientali
- procedure tecnico-amministrative
- istanze partecipative e decisionali
- sintesi e confronto fra costo del progetto e dei suoi impatti e benefici diretti/indiretti del progetto

Nella valutazione di impatto ambientale sono valutati e computati impatti ambientali a prescindere che siano diretti o indiretti, a breve o lungo termine, permanenti o temporanei, singoli o cumulativi.
Tale valutazione viene effettuata considerando i seguenti fattori ambientali, anche in correlazione tra di loro:
- essere umano, fauna e flora;
- suolo, acqua, aria, fattori climatici e paesaggio;
- beni materiali e patrimonio culturale.

Dovendo confrontare in termini monetari benefici e danni apportati da un progetto a questi fattori, un aspetto molto delicato è l'attribuzione di un valore economico ad essi. Per fare un esempio semplificato, nella valutazione di impatto ambientale di un'attività molto inquinante andrà dato un valore all'aumento dei posti di lavoro così come al probabile aumento di malattie nei residenti, e i due valori andranno confrontati.
La valutazione d'impatto ambientale comprende, secondo le disposizioni normative italiane:
1. lo svolgimento di una verifica di assoggettabilità (screening);
2. la definizione dei contenuti dello studio di impatto ambientale (scoping);
3. la presentazione e la pubblicazione del progetto;
4. lo svolgimento di consultazioni;
5. la valutazione dello studio ambientale e degli esiti delle consultazioni;
6. la decisione;
7. l'informazione sulla decisione;
8. il monitoraggio ambientale.

Per i progetti inseriti in piani o programmi per i quali si è conclusa positivamente la procedura di valutazione ambientale strategica (VAS), il giudizio di valutazione di impatto ambientale negativo ovvero il contrasto di valutazione su elementi già oggetto della VAS deve essere adeguatamente motivato.

### Verifica
La procedura di verifica preliminare (o screening) è una procedura tecnico-amministrativa volta ad effettuare una valutazione preliminare della significatività dell'impatto ambientale di un progetto, determinando se lo stesso richieda, in relazione alle possibili ripercussioni sull'ambiente, lo svolgimento successivo della procedura di valutazione dell'impatto ambientale.

### Delimitazione del campo d'indagine
La procedura di delimitazione del campo d'indagine (o scoping) è una procedura tecnico-amministrativa volta a valutare la proposta dei contenuti del successivo studio di impatto ambientale (SIA) al fine di indirizzare il proponente di un'opera alla completa e sufficiente analisi delle componenti ambientali interessate dal progetto.
Normalmente si parte da una proposta di indice dello studio di impatto ambientale con una descrizione sommaria dell'opera da realizzare e del territorio in cui si inserisce, descrivendo quindi le tipologie di analisi e i modelli di studio che verranno condotte per determinare i possibili impatti. L'amministrazione esaminatrice approva la proposta di studio di impatto ambientale indicando eventuali ulteriori elementi di approfondimento rispetto a quelli proposti. In ogni caso, l'attivazione di una delimitazione del campo d'indagine non preclude, in fase di procedura di valutazione dell'impatto ambientale, la richiesta di eventuali integrazioni o approfondimenti anche di tipo analitico.

### Valutazione dello studio ambientale e degli esiti delle consultazioni
Lo studio di impatto ambientale è lo strumento centrale della valutazione di impatto ambientale che fornisce gli elementi tecnici sugli impatti ambientali dell'opera pertinenti a valutare la sua compatibilità con il contesto ambientale. Secondo quanto previsto dalla normativa lo studio di impatto ambientale si articola in tre "quadri":
- quadro di riferimento programmatico
- quadro di riferimento progettuale
- quadro di riferimento ambientale.

Dovrebbe contenere tra l'altro un quadro delle condizioni del contesto (ad esempio: relazione naturalistica), un confronto degli impatti ambientali prodotti da varie alternative progettuali, la descrizione delle misure previste per mitigare e per monitorare gli impatti ambientali. I contenuti dello studio di impatto ambientale in genere comprendono indicatori ambientali, carte tematiche, mappe con inserimento del progetto e delle opere ausiliarie, schizzi, foto e restituzioni grafiche del sito ante e post l'intervento stesso.
Lo studio di impatto ambientale normalmente si avvale di diverse tecniche per organizzare le informazioni e gerarchizzare l'esposizione, facendo uso di metodiche di rappresentazione come liste, tabelle, diagrammi, ecc. Per la redazione dei punti più specialistici dello studio e per valutarne i contenuti vengono normalmente consultati da esperti. Le consultazioni del pubblico integrano il giudizio degli esperti per valutare in modo partecipato la compatibilità del progetto in esame. L'autorità competente per la valutazione di impatto ambientale, per garantire la partecipazione dei cittadini, può anche richiedere che sia fatta un'inchiesta pubblica, soprattutto per progetti di una certa complessità.
In estrema sintesi lo studio di impatto ambientale è una valutazione costi-benefici, perché riduce tutti gli impatti e le alternative analizzati in termini di valore economico.

### Decisione e informazione sulla decisione
Le decisioni di valutazione di impatto ambientale si basano soprattutto sui contenuti dello studio di impatto ambientale e delle osservazioni pervenute. Qualora lo studio di impatto ambientale risulti inadeguato si richiedono integrazioni. Entro i termini predefiniti dalla normativa l'autorità competente si pronuncia sulla compatibilità ambientale del progetto presentato. L'eventuale pronuncia favorevole contiene tra l'altro le prescrizioni necessarie per la mitigazione degli impatti sfavorevoli sull'ambiente. Le decisioni sulla compatibilità ambientale e le informazioni relative al progetto devono essere diffuse e pubblicate, a cura del proponente, su quotidiani, bollettini e organi ufficiali delle amministrazioni. Essendo la decisione conclusiva incardinata prima di tutto sulle valutazioni economico-estimative che costituiscono, in termini di analisi costi-benefici, il contenuto dello studio di impatto ambientale, tutto il procedimento di valutazione di impatto ambientale assolve a scopi praticamente economico-estimativi; per questo a tale procedimento appaiono opponibili le critiche che gli studiosi sociali rivolgono ai modelli razional-sinottici delle scelte di politica pubblica (tra i quali compare l'analisi costi-benefici), come ad esempio la sottovalutazione di valori incommensurabili quali la vita umana, la salute e l'arte. Anche se nell'estimo ambientale si scrive della possibilità di attribuire ai beni ambientali gravati da un impatto il cosiddetto "valore di non uso" (che dovrebbe comprendere, in forza di postulati di ordine etico, componenti come il "valore di esistenza" e il "valore di lascito") in realtà quando si passa all'estimo applicato questo "valore di non uso" viene stimato secondo metodi che possono quantificare solo una utilità antropocentrica transeunte (ad esempio con il metodo del prezzo edonico, il metodo del viaggio, ecc.). In ultima analisi la salvaguardia delle componenti incommensurabili dei beni ambientali dipende da scelte meramente politiche.

### Monitoraggio ambientale
Obiettivi del monitoraggio ambientale sono valutare l'accuratezza delle stime preliminari e assicurarsi che non si verifichino impatti imprevisti. In sostanza il monitoraggio serve per tenere sotto controllo la situazione durante le varie fasi di vita degli interventi sottoposti a valutazione di impatto ambientale dopo la loro approvazione. Possono essere previste misure di monitoraggio finalizzate alla verifica dei parametri di progetto e degli impatti nel tempo e nello spazio, delle azioni realizzate.

## Normativa italiana
La normativa italiana sulla valutazione di impatto ambientale è particolarmente complessa ed articolata anche a scala regionale. La complessità della normativa è legata anche alla predisposizione di frequenti modifiche al Testo unico in materia ambientale, che prevedono spesso revisioni di parti significative dell'articolato sulla valutazione di impatto ambientale. Questa complessità normativa è d'ostacolo all'efficacia ed all'efficienza delle procedure di valutazione di impatto ambientale in Italia.
Le norme che disciplinano la procedura valutazione di impatto ambientale in Italia sono:
- Direttiva 85/337/CEE del 27 giugno 1985;
- D.P.C.M. 10 agosto 1988, n. 377 e successive modifiche;
- D.P.C.M. 27 dicembre 1988 e successive modifiche;
- L. 22 febbraio 1994, n. 146;
- Direttiva 96/61/CE del 24 settembre 1996;
- Direttiva 97/11/CE del 3 marzo 1996;
- L. 15 marzo 1997, n. 59;
- D.Lgs. 31 marzo 1998, n. 112;
- D.P.R. 2 settembre 1999, n. 348;
- Direttiva 2003/35/CE del 26 maggio 2003;
- D.Lgs. 3 aprile 2006, n. 152 (Testo unico in materia ambientale);[1]
- D.P.C.M. 7 marzo 2007[2] di modifica al D.P.C.M. 3 settembre 1999;
- D.lgs. 16 gennaio 2008, n. 4, decreto di modifica e integrazione al D.Lgs. 152/2006;
- D.lgs. 29 giugno 2010, n. 128, decreto di modifica e integrazione al D.Lgs. 152/2006;
- D.Lgs. 16 giugno 2017, n. 104, decreto di attuazione della Direttiva 2014/52/UE del Parlamento europeo e del Consiglio, del 16 aprile 2014, che modifica la direttiva 2011/92/UE concernente la valutazione dell'impatto ambientale di determinati progetti pubblici e privati.

La valutazione di impatto ambientale viene definita dalla lettera b, comma 1, articolo 5 del D.Lgs. 152/2006:
(Decreto legislativo 3 aprile 2006, n. 152, articolo 5, in materia di "Norme in materia ambientale", comma 1, lettea b)